# Слобідка (Чернівецький район)
Слобі́дка — село в Україні, у Глибоцькій селищній громаді Чернівецького району Чернівецької області.

## Історія
За переписом 1900 року в селі «Слободзія Берлинці» Серетського повіту було 65 будинків, проживали 349 мешканців: 310 українців, 10 румунів, 13 євреїв, 16 поляків.

## Населення

### Мова
Розподіл населення за рідною мовою за даними перепису 2001 року:
| Мова       | Кількість | Відсоток |
| ---------- | --------- | -------- |
| українська | 433       | 93.52%   |
| румунська  | 29        | 6.26%    |
| російська  | 1         | 0.22%    |
| Усього     | 463       | 100%     |

## Інфраструктура
В селі є магазин, церква, школа та будинок культури.